# هيكتور فينت
هيكتور فينت (مواليد 25 يوليو 1972) هو ملاكم كوبي، مثّل بلاده في الألعاب الأولمبية الصيفية في دورتي 1992 و1996.

## روابط خارجية
هيكتور فينت على موقع أوليمبيديا (الإنجليزية)